# UCC 커피 박물관

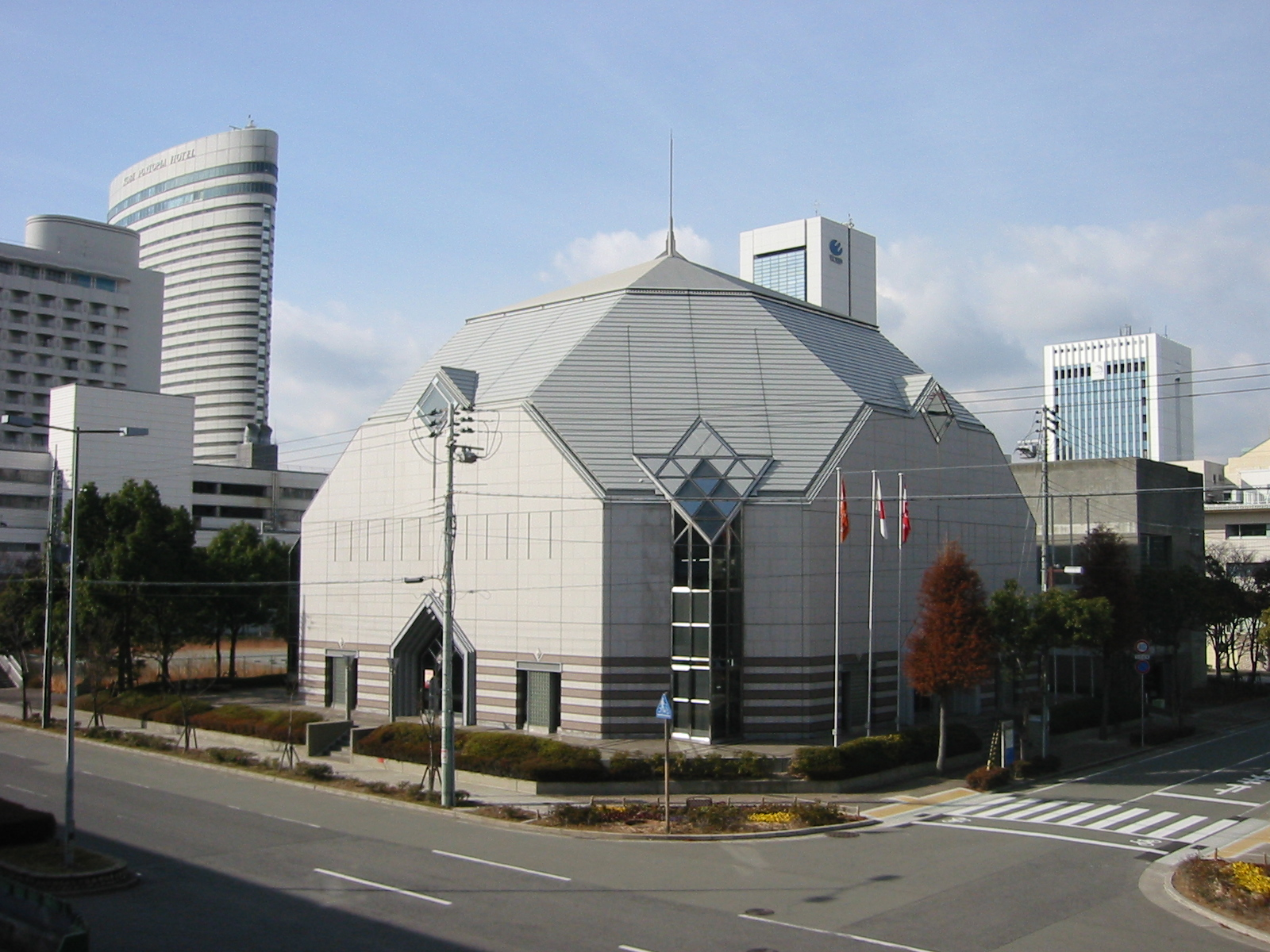
UCC 커피 박물관

UCC 커피 박물관(일본어: UCCコーヒー博物館)은 일본 효고현 고베시 주오구 포트아일랜드에 있는 박물관이다.

## 연혁
1981년에 개최된 고베 포트 아일랜드 박람회에 UCC 우에시마 커피가 출전한 커피 잔을 본뜬 모양의 UCC 커피관(일본어: UCCコーヒー館)이라는 이름으로 오픈하였다. 박람회 폐막 후 명칭을 현재의 UCC 커피 박물관으로 영업 및 개시했다. 일본에서 유일하게 커피 만을 테마로 한 박물관이다.